# Cyrus Poonawalla

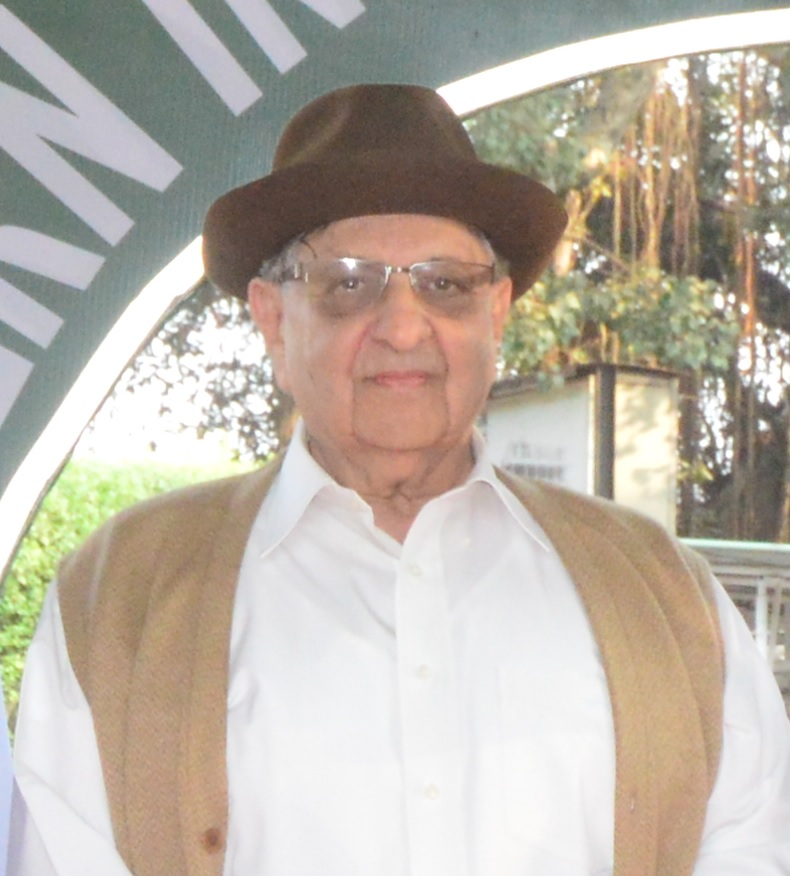
Cyrus Poonawalla

Cyrus Sooli Poonawalla (* 1941 in Pune) ist ein indischer Unternehmer. Er ist   Vorsitzender der Cyrus Poonawalla Group, zu der das Serum Institute of India gehört, ein Biotech-Unternehmen, das Impfstoffe herstellt. 2022 wurde sein Vermögen auf 24,3 Milliarden US-Dollar geschätzt, damit gehört er zu den reichsten Indern.

## Laufbahn
Poonawalla ist der Sohn eines Pferdezüchters. Er besuchte die Bishop's School in Pune und absolvierte 1966 das Brihan Maharashtra College of Commerce an der University of Pune. Im Zuge seiner akademischen Laufbahn erwarb er einen Bachelor-und einen Doktor-Titel. 1966 gründete ein Unternehmen, welches Pferde an Pharmaunternehmen verkaufte, die mithilfe ihres Serums Impfstoffe entwickelten. Nach einiger Zeit begann er die Impfstoffe selbst zu produzieren. Das von ihm gegründete Serum Institute of India wurde so zu einem der weltgrößten Impfstoffhersteller, gemessen nach Anzahl der Dosen.

## Familie
Cyrus Poonawalla wurde in einer Parsi-Familie geboren. Er war mit Villoo Poonawalla verheiratet, die 2010 verstarb. Ihr gemeinsamer Sohn, Adar Poonawalla, ist seit 2011 CEO des Serum Institute of India.

## Auszeichnungen
- Padma Shri, 2005[4]
- Ehrendoktor der University of Oxford, 2019[11]